# جامعة ماليزيا بهنغ
جامعة ماليزيا بهنغ (بالإنجليزية: University of Malaysia, Pahang) (UMP) هي جامعة حكومية في ماليزيا كانت تعرف سابقاً بكلية الهندسة والتقانة الماليزية KUKTEM. تتألف الجامعة من 18 قسماً وعشر كليات.

## تاريخ الجامعة
في الثامن من أكتوبر 2006 وافقت الحكومة الماليزية على إعادة تسمية KUKTEM بجامعة ماليزيا بهنغ.

## الكليات
- كلية أنظمة الحاسب وهندسة البرمجيات
- كلية الهندسة الميكانيكية
- كلية التقانة الهندسية
- كلية الإدارة الصناعية
- كلية هندسة التصنيع
- كلية العلوم الصناعية والتقانة
- كلية الهندسة الكهربائية والالكترونية
- كلية الهندسة الكيميائية والموارد الطبيعية
- كلية الهندسة المدنية والمصادر الأرضية
- مركز اللغات الحديثة والعلوم الإنسانية
- مركز إدارة التقانة